# تری‌فنیل‌متان
تری‌فنیل‌متان (به انگلیسی: Triphenylmethane) با فرمول شیمیایی C۱۹H۱۶ یک ترکیب شیمیایی با شناسه پاب‌کم ۱۰۶۱۴ است. که جرم مولی آن ۲۴۴٫۳۳ g/mol می‌باشد. 